# 中町 (郡山市)
中町（なかまち）は、福島県郡山市に所在する町丁である。郵便番号は963-8004。

## 地理
郡山市役所本庁所管地域である市街中心部に属する。北で大町、東で駅前、南で本町、西で堂前町、清水台とそれぞれ隣接する。JR郡山駅西口市街地にあり、住居表示が実施されている。郡山駅前大通り南側の市街地であり、旧国道4号（福島県道17号郡山停車場線）以東、旧奥州街道（福島県道355号須賀川二本松線）沿いを範囲とする。域内は駅前の繁華街としてうすい百貨店をはじめとした商業施設やホテル、金融機関、雑居ビルが軒を連ねる。駅前に所在する郡山警察署駅前交番、および堂前町に所在する郡山消防署本署がそれぞれ管轄にあたる。

## 世帯数と人口
2025年1月1日現在の世帯数と人口は以下の通りである。
| 町丁 | 世帯数  | 人口  |
| ---- | ------- | ----- |
| 中町 | 157世帯 | 246人 |

## 小・中学校の学区
市立小・中学校に通う場合、学区は以下の通りとなる。
| 番地 | 小学校             | 中学校                 |
| ---- | ------------------ | ---------------------- |
| 全域 | 郡山市立金透小学校 | 郡山市立郡山第二中学校 |

## 交通

### 道路
- 福島県道17号郡山停車場線（旧国道4号昭和通り、駅前大通り）
- 福島県道65号小野郡山線
- 福島県道355号須賀川二本松線（旧奥州街道、なかまち夢通り）
- 一般市道駅前一丁目中町2号線（フロンティア通り）
- 一般市道駅前一丁目中町3号線（代官小路）
- 一般市道中町8号線（安積国造神社表参道）
- 一般市道中町駅前一丁目線（陣屋通り）

## 施設等
- 郡山中町郵便局
- 大東銀行 本店
- みずほ銀行 郡山支店
- 東邦銀行 郡山中町支店
- 常陽銀行 郡山支店
- 秋田銀行 郡山支店
- うすい百貨店
- 郡山ビューホテル
- 郡山ビューホテルアネックス
  - JTB 福島支店
- ホテルグローバルビュー郡山
- ホテルグローバルビュープレミアム郡山
- 郡山スクエアビル
- 日本生命中町ビル
  - 日本生命保険 郡山支社
- 郡山大同生命ビル
  - 大同生命保険 郡山支社
- 佐藤 本社
- 中町緑地